# KOI-456.04
KOI-456.04 — екзопланета-кандидат класу Суперземля. Материнська зірка Kepler-160. Планета знаходиться на відстані близько 3140 світлових років від Землі. Нині це найкращий кандидат на звання двійника Землі.

## Опис
Планета KOI-456.04 була відкрита у 2020 році. Вона є четвертою планетою за рахунком у своїй системі. Рік на планеті триває 378 днів. Передбачувана середня температура на поверхні 28 °C, що більше за земну (15 °C).

## Характеристики
Радіус планети KOI-456.04 становить 1,9 земного, а вік близько 9 мільярдів років, що вдвічі більше, ніж у Землі. Вчені вважають, що за такий період цілком могло сформуватися складне життя на планеті за умови, що на планеті не було глобальних катаклізмів.
У разі підтвердження, KOI-456.04 може бути однією з найперспективніших екзопланет з погляду її схожості з Землею та потенційної придатності для життя. Це робить її важливою ціллю для майбутніх спостережень, включно з дослідженнями, які могли б визначити склад її атмосфери або інші характеристики, що мають відношення до можливості існування життя.